# Zwinnik ogonopręgi
Zwinnik ogonopręgi (Hyphessobrycon anisitsi) – gatunek słodkowodnej ryby z rodziny kąsaczowatych (Characidae). Jest hodowany w akwariach.

## Występowanie
Zwinnik ogonopręgi żyje w wodach Brazylii, Argentyny oraz Paragwaju.

## Pożywienie
Zwinnik ogonopręgi żywi się każdym rodzajem pokarmu, ale jego dieta powinna zawierać składniki roślinne. Przy ich niedoborze ryba podgryza rośliny w zbiorniku.

## Warunki hodowlane
Akwarium powinno być duże, gęsto porośnięte roślinami i z dużą przestrzenią do pływania. Jest typową rybą stadną, osobniki trzymane pojedynczo są bardzo płochliwe. Woda powinna być mocno napowietrzana, dobrze filtrowana, o temperaturze 18–25 °C.